# Ennis (Teksas)
Ennis je grad u američkoj saveznoj državi Teksas. Prema popisu stanovništva iz 2010. u njemu je živjelo 18.513 stanovnika.